# Lenguas quechuas
Las lenguas quechuas son una familia lingüística originaria de América, cuya distribución geográfica se extiende por la zona occidental de América del Sur a través de varios países, especialmente en la cordillera de los Andes. A pesar de su gran diversidad interna, tanto en español como en quechua es común referirse al conjunto de hablas quechuas como un solo idioma, principalmente bajo los glotónimos de quechua, quichua o runa simi, entre otros nombres (ver § Glotonimia).
Según datos estadísticos del censo de 2017, la población de quechuahablantes en el Perú aumentó de 3 360 331 hablantes en 2007 a 3 799 780 hablantes en 2017. Estos cambios al aumentar o disminuir, no es sostenida ni constante. En el Perú el quechua es considerado una lengua vital, aunque muchas de sus variedades, en realidad, estén en peligro o serio peligro. Hay ciertamente una disminución significativa de la importancia relativa del quechua como idioma en el país (al inicio del siglo XX, 60 % de la población era quechuahablante, en tanto que, a inicios del siglo XXI, sólo lo es el 15 %). En 2021, en el Perú, 4 390 088 de personas tienen como lengua materna una lengua nativa, lo que representa el 16.3% de la población del país. De esa cifra, 3 375 682 personas (13.9%) son quechua hablantes.
Esta familia lingüística se habría originado en un territorio que correspondería con la región central y occidental de lo que actualmente es Perú. En el siglo v, se separaron dos ramas de la familia: el quechua I hacia el norte y el quechua II hacia el sur. Hacia el siglo xv, la llamada lengua general se convirtió en una importante lengua vehicular y oficial por el Estado incaico. Esta variante fue la lengua más importante empleada para la catequesis de los indígenas durante la administración española. En el siglo XVI se escribió la gramática quechua, en el año 1560, 25 años antes que la primera gramática inglesa. En el siglo xx, el castellano sobrepasó al quechua como lengua mayoritaria en el Perú. El quechua sureño, descendiente de la lengua general colonial, es la lengua quechua más extendida, seguido del quichua norteño (de Ecuador, Colombia y Loreto) y del quechua ancashino. En la década de 1960, estudios dialectológicos determinaron la existencia de lenguas separadas dentro del quechua.
Las lenguas quechuas tienen una morfología aglutinante, con raíces regulares y repertorios amplios de sufijos productivos, que permiten formar palabras nuevas de forma regular. Entre sus rasgos gramaticales, se distinguen la fuente de la información o evidencialidad, varios casos nominales, un nosotros inclusivo y otro excluyente, el beneficio o la actitud del hablante al respecto de una acción, y opcionalmente el tópico. Los verbos transitivos concuerdan con el sujeto y el objeto. Expresan predicaciones nominales yuxtaponiendo el sujeto y el atributo. A diferencia del español, el quechua funciona sin artículos o conjunciones y sin distinguir géneros gramaticales. 
Según el Censo de Población y Vivienda de 2023, se estima que en Ecuador existen alrededor de 527.333 quichua hablantes, es decir aproximadamente la mitad del total de población indígena de Ecuador que asciende a 1'302.057 personas.

## Glotonimia

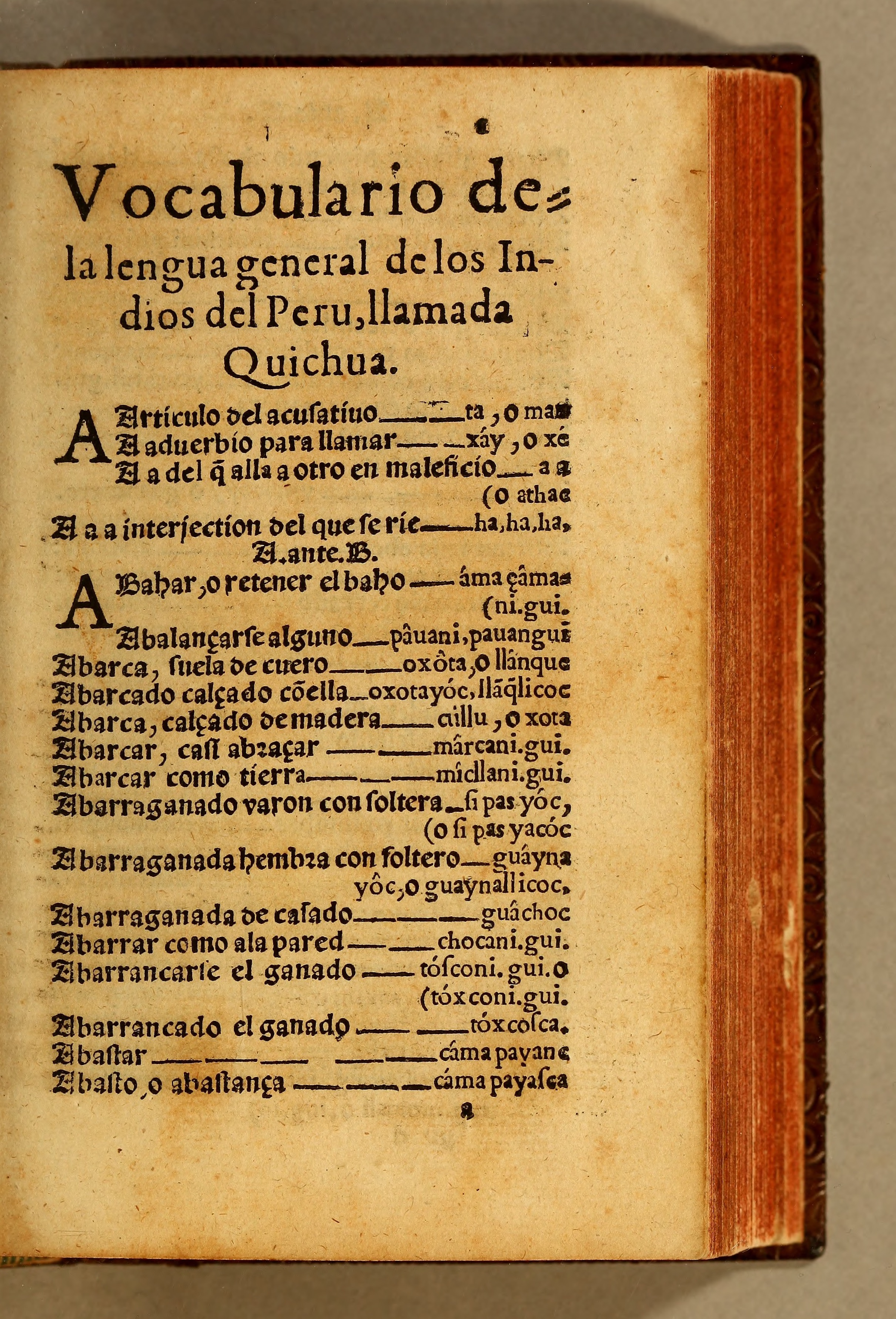
Vocabulario de la lengua general de los indios del Peru, llamada quichua (1560), de Domingo de Santo Tomás el primer escritor en quechua.

Las lenguas quechuas no tenían autoglotónimos o al menos no existen registros de que así haya podido ser. Por el contrario, es a partir de los estudios y de las crónicas de la época de la Conquista que se les da nombres a las lenguas del mosaico lingüístico que constituía el Virreinato del Perú del siglo XVI. Algunas frases se emplearon para designar a la lengua con la cual los gobernantes del Antiguo Perú se entendían con el Estado incaico: la más temprana registrada es la de lengua general. Sin embargo, en la región andina no solo el quechua clásico recibió dicho epíteto, sino también más tarde el aimara, e inclusive el hoy extinto puquina.

Al iniciar los españoles la conquista de los Andes, en 1531, hallaron que ciertas variedades de quechua, por entonces no muy alejadas lingüísticamente, se empleaban desde el Ecuador hasta el norte de Chile y noroeste de la Argentina, y desde las costas del Océano Pacífico hasta las orillas del río Amazonas. Al conjunto de estas variedades -de Q. IIB y Q. IIC-, que habían sido utilizadas por los Incas en la administración de su Imperio, lo designaron como la "lengua general del Perú", la "lengua del Cuzco" o "del Inga", y se sirvieron de él para sus fines de conquista del Tahuantinsuyo y de dominación sobre las demás nacionalidades nativas.
[...] por quechua (o quichua y variantes) se ha reconocido a todas las variedades de esta familia [lingüística] desde al menos los tiempos de fray Domingo de Santo Tomás (1560), aunque partes de ella recibieran a veces apelativos específicos (chinchaysuyo, huanca, yunga, inca, etc.); consúltese, v.gr., el [Vocabulario] Políglota Incaico, de principios del siglo pasado (1905), que recoge, además del aymara, variedades quechuas muy diversas -de Cuzco, Ayacucho, Junín (el dialecto huanca) y Áncash- sin rehusar a ninguna su entidad de quechua.
Alfredo Torero Fernández de Córdova (2005, pp. 54, 119)

Durante la época colonial, se mantuvieron en uso «lengua general del Perú», «lengua (general) del inga» y «lengua del Cuzco» para clasificar de manera indistinta todas las hablas quechuas. Por contraposición, ocurrió un proceso semántico por el que el término «Chinchaysuyo» se fue utilizando para clasificar indistintamente todos los quechuas no sureños. En la actualidad, los quechuistas utilizan el término «lengua general» para referir al quechua clásico. 

### Quechuayquichua
El nombre de quichua para referir a la lengua está documentado por primera vez paralelamente por Polo Ondegardo en 1559 y por fray Domingo de Santo Tomás en su Grammatica (1560). Se trata, aparentemente, de un uso ya común preexistente. Sobre su origen, Cieza de León y Bernabé Cobo asegura que, al ser preguntados los orejones por los cronistas sobre el origen de la llamada lengua general, estos respondían ser originaria de la nación quichua, que habitaba en lo que es hoy la provincia de Andahuaylas.[cita requerida] La forma variante quechua comenzó a emplearse hacia mediados del siglo XVII. Tanto quichua como quechua provienen de algún cognado de la originaria *qiĉwa /qiʈ͡ʂ.wa/ "valle templado", que es empleada para aquellos valles de clima benigno.
En muchas variantes, como en el quechua sureño, este cognado muestra una consonante uvular que, cuando aparece delante de /i/, ya sea oclusiva o fricativa, provoca una alófono [e] en esta vocal. A las regiones que guardan esta alofonía suele corresponder el quechuismo quechua. En el quechua Cuzco-Collao, la fricativización de oclusivas a final de sílaba llevó a la pronunciación actual [qʰeswa ~ qʰeʃwa] (que a veces se escribe como ⟨qhiswa⟩ o ⟨qheswa⟩, pero oficialmente como ⟨qhichwa⟩). En algunas otras, la transformación de la original */q/ en consonantes no uvulares provoca la pérdida de la alofonía en las vocales, por lo que a estas variantes suele corresponder más bien el nombre de quichua. Sin embargo, la forma con velar quichua /kit͡ʃwa/ (escrito en quechua como ⟨kichwa⟩) es usada también en variedades que conservan la posvelar como la cajamarquina y la de Santiago del Estero.
La idea históricamente falsa de que el glotónimo quechua fue una imposición sobre el uso supuestamente preexistente de runashimi parece deberse al quechuista alemán Ernst Middendorf, quien afirmó a fines del siglo XIX que «[e]l nombre de Keshua o Quechua es debido a los españoles y se empleó solamente algún tiempo después de la conquista, pero los naturales no lo usan». Esta idea inexacta y el rechazo del glotónimo fue luego acogida por el padre Jorge Lira y por la Academia Mayor de la Lengua Quechua.
Actualmente, en castellano se suele usar la forma tradicional quechua (con ortografía castellana), aunque también existen otros usos. En quechua escrito, las formas exactas varían de acuerdo a particularidades fonético-fonológicas dialectales y a la convención ortográfica que se utilice (por ejemplo, qichwa, qhichwa, kichwa, qechwa, qhechwa, qheswa).

### Runa simi,runa shimiynuna shimi
El glotónimo runa simi y su correspondientes formas norteña runa shimi y central nuna shimi están extendidos en amplias zonas del mundo andino, y son contemporáneamente reivindicados por muchos grupos de hablantes quechuas. La expresión compuesta significa literalmente 'lengua de la gente' o 'idioma de las personas', de manera no especificada. Su uso para referir al quechua es, sin embargo, relativamente moderno; y no existe ningún documento colonial ni temprano ni tardío conocido en que alguna de las variantes de runa simi se use claramente como equivalente de "lengua general del inga" (es decir, para referir al quechua). Tampoco existe ninguna documentación que apunte a su uso previo a la invasión española.
Sí aparece en varias fuentes documentales coloniales con el sentido con el que aparece en el  Arte y vocabulario de 1586: como contraparte quechua de la frase «lengua de los indios» (en la parte castellano-quechua). Por tanto, es probable que el glotónimo actual se deba al uso colonial. Debe recordarse que el sustantivo runa, que tanto originalmente como contemporáneamente significa simplemente 'persona, gente' (a menudo formando parte de compuestos para acuñar etnónimos), sufrió una resemantización durante la colonia, siendo usado como equivalente de "indio". De hecho, el primer texto quechua que pasó por la imprenta, como anexo de la Grammatica de fray Domingo de Santo Tomás (1560), se titula en castellano «Plática para todos los indios» y en quechua «Llapa runaconapac conasca». Un proceso análogo dio origen al nombre actual del idioma jacaru, de la familia aimaraica, a partir de jaqi <jaque> (originalmente, 'persona, gente') + aru  <aro> ('habla, lenguaje').
El primero en documentar que los quuechuahablantes llamaban runa simi a su propio idioma en ese idioma fue Jakob von Tschudi, a inicios del siglo XIX. Se trataría así de un glotónimo originalmente impuesto externamente, pero que fue luego apropiado por los propios hablantes.
En ciertos contextos, el término runa simi ha sido usado modernamente como opuesto a qhapaq simi o inka simi para referir al quechua hablado por los campesinos (runa) y distinguirlo del quechua hablado por los mestizos educados urbanos (o, para hablar del pasado prehispánico, del que supuestamente habría hablado la nobleza inca). Es posible que este uso sea discriminatorio.

### Otros glotónimos actuales
Los glotónimos en uso varían según el dialecto quechua así como según la convención ortográfica que se utilice. En ambos dialectos colombianos, así como en el río Pastaza, se le llama inga o inka shimi 'idioma de los incas' por ser los incas quienes lo llevaron a aquellas latitudes, mientras que en la periferia de Huancayo, el quechua huanca es llamado como wanka shimi, es decir, 'lengua de los huancas', y no se emplea por los vernáculos ni nuna shimi ni qichwa shimi. Por su parte, algunas variedades quechuas argentinas todavía son conocidas como cuzco.[cita requerida]

## Estudios lingüísticos
Los primeros estudios conocidos de la lingüística quechua se dieron a inicios del Virreinato del Perú. Los misioneros católicos emplearon este y otros idiomas locales, las llamadas lenguas generales, para evangelizar a los indígenas, para lo cual se escribieron varios manuales (artes) y diccionarios (vocabularios) de idiomas como el aimara, el mochica, el guaraní, el tupí, el náhuatl y el konkaní -en la colonia portuguesa de Goa, India-, así como catecismos. 
Fray Domingo de Santo Tomás O.P., fraile dominico quien según su propio testimonio llegó al Perú en 1540, fue el primer misionero que aprendió la lengua de la región central de Perú durante su tarea evangelizadora; predicando luego en su propia lengua a los nativos de los actuales departamentos de La Libertad, Áncash, Lima, Ica, Apurímac, Huancavelica, Ayacucho, Junín y Huánuco. En 1560, como fruto del conocimiento de la lengua de los naturales, publicó en Valladolid las dos primeras obras en quechua, la Gramática o arte de la lengua general de los indios de los reinos del Perú, y el Lexicón o vocabulario de la lengua general del Perú.[cita requerida]
El diputado limeño Juan de Balboa fue el primer catedrático de lengua quechua (lengua quichua), cuando se organizó la Universidad de San Marcos en 1576, y el primer peruano que en ella se graduó de doctor. Posteriormente, en 1608 Diego González Holguín (1552-1618) publicó el Vocabvlario de la lengua general de todo el Perv llamada qquichua o del Inca.[cita requerida]
En la segunda mitad del siglo XX, se dieron los primeros estudios científicos modernos del quechua. Los lingüistas Alfredo Torero y Gary Parker publicaron los primeros estudios sobre el tema, secundados por Rodolfo Cerrón Palomino, Félix Quesada, Antonio Cusihuamán, Clodoaldo Soto Ruiz, Amancio Chávez, Francisco Carranza, entre muchos otros, y el antropólogo y literato José María Arguedas. Entre los lingüistas extranjeros también se publicaron estudios importantes, como los de Willem Adelaar, Gerald Taylor, César Itier, Wolfgang Wolck, Pieter Muysken y otros más. Sin embargo, es también la época del progresismo en los Andes, donde las lenguas originarias, así como sus costumbres, eran vistas como derroteros del desarrollo de las naciones, por lo cual la incipiente educación rural se dirigió a la directa sustitución de las mismas por el castellano. El trabajo del Instituto de Estudios Peruanos y el impulso de Alberto Escobar y la publicación de sendos diccionarios de seis variedades del quechua y de sus respectivas gramáticas. Al respecto, Escobar dice 

"La reivindicación de la lengua quechua y de su empleo empezaron el 27 de mayo de 1975 con la Ley 21156. La lengua prehispánica más ampliamente difundida en el Perú se hallaba proscrita, legal y socialmente, desde la insurrección de Túpac Amaru en 1780. Su oficialización en el país, con rango equivalente al de la lengua castellana es, por tanto, una decisiva medida de política cultural."

## Genealogía y clasificación
El quechua no presenta vínculos genéticos demostrados con otras familias de lenguas. Anteriormente se vertieron algunas hipótesis que fueron posteriormente descartadas, como la propuesta de la familia amerindia de Joseph Greenberg (1987), que situaba al quechua dentro de la rama Andina del tronco andino-chibcha-paezano.

### Evolución

Distribución geográfica de las lenguas quechuas por estatus oficial

Aunque la tesis de una relación genética entre el quechua y las lenguas aimaras se halla también descartada, el consenso de los especialistas acepta una antigua relación de mutua influencia entre las protolenguas de estas familias. Parte importante del léxico de estas familias es compartido y se desconoce de cuál de ambas han provenido. De esta forma, tras un largo periodo de contacto, el protoquechua aparece a inicios del I milenio en la parte centro-occidental del Perú. El protoquechua divergió en dos ramas hacia el siglo V: el Quechua I inicia una nueva expansión en dirección norte a través de la vertiente oriental hasta el Callejón de Huailas y el Quechua II se expande en dirección sur por la sierra de la vertiente pacífica.[cita requerida]
En el siglo XIII acontecía la expansión más reciente del quechua, impulsada a consecuencia del comercio del reino de Chincha, que produjo la adopción del quechua clásico como lengua franca en gran parte del Antiguo Perú y en lo que modernamente es la sierra ecuatoriana, empleada por los curacas de pueblos diversos para comunicarse entre gobernantes independientes para el intercambio de productos. Este avance condujo a la adopción del quechua en la sierra y la Amazonía ecuatoriales, por un lado, y hacia la sierra sur sobre territorio de habla aimara. Finalmente, la variante ecuatoriana divergió del habla del sur, produciéndose la última escisión de la familia quechua. Sin embargo, en varias regiones eran solo los curacas quienes conocían el quechua, mientras que el pueblo llano continuaba usando sus lenguas propias, como era el caso de la región mochicahablante. En medio de este proceso, cuando los incas iniciaron la conquista del Chinchaysuyo, adoptaron esta lengua para sus asuntos administrativos, si bien ellos también eran aimarahablantes, e impusieron su aprendizaje en las diversas provincias de su imperio, sin que esto significara que dejaran de lado las lenguas vernáculas. Algunos pueblos de la selva que mantuvieron contacto comercial con los incas resultaron también influenciados por el quechua.[cita requerida]
Durante el Virreinato del Perú, los misioneros católicos emplearon este y otros idiomas locales para evangelizar a los indígenas; se escribieron varios manuales (artes) y lexicones de este y otros idiomas importantes, como el aimara, el mochica o el guaraní, así como catecismos. Ello contribuyó a la expansión del quechua en otros pueblos andinos e amazónicos.[cita requerida]

### Clasificación interna

Distribución geográfica de las principales divisiones de la familia quechua

Los estudios dialectológicos seminales de los lingüistas Gary Parker (1963) y Alfredo Torero (1964) clasificaron las variedades de la familia lingüística quechua en dos subfamilias o ramas. Una de estas ramas es el llamado Quechua I en la nomenclatura de Torero o Quechua B según Parker. Esta rama comprende las variedades distribuidas en la sierra central y norte central del Perú, por ambas vertientes de la cordillera de los Andes, dentro de las jurisdicciones de los departamentos peruanos de Lima, Junín, Pasco, Huánuco y Áncash. La otra rama es la denominada Quechua II (Torero) o Quechua A (Parker). Se expande por el norte entre el suroeste de Colombia, Ecuador y el norte de Perú, mientras que por el sur se expande entre el Perú austral, Bolivia y el noroeste argentino, con probables hablantes en la región próxima de Chile. Torero articuló en su trabajo una subdivisión tripartita del grupo Quechua I. 
- Quechua I
  - (sin subgrupos)
    - Huaylas
    - Conchucos
    - Huayhuash occidental (Alto Pativilca)
    - Huánuco-Marañón
    - Huánuco-Huallaga
    - Huayhuash medio (Alto Huaura y Chaupihuaranga)
    - Huayhuash oriental (Pasco y norte de Junín)
    - Valle del Mantaro (huanca, Alis, posiblemente Huangáscar)
- Quechua II
  - Quechua II A
    - Pacaraos
    - Lincha
    - Cajamarca (incl. Incahuasi-Cañaris)

  - Quechua II B
    - Lamas
    - Ecuador
    - Quechua costeño

  - Quechua II C
    - Quechua ayacuchano
    - Quechua Cuzco-Collao (incluye Bolivia y Argentina)
    - Santiago del Estero

En una reciente revisión, Adelaar recuerda que la posición taxonómica del grupo Quechua II A fue cuestionada por el propio autor y reconsiderada a la luz de posteriores investigaciones en la zona de Yauyos. El quechua de Pacaraos, por consideraciones principalmente morfológicas se considera como una rama del Quechua I, divergente del resto de quechuas centrales, mientras que las variedades restantes del II A inicial de Torero se consideraron como separaciones tempranas del proto-Quechua II, anterior a una probable bifurcación entre Quechua II B y Quechua II C.
|  | Pacaraos                                            |
|  |                                                     |
|  | Centrales (varios: quechua ancashino, huanca, etc.) |
|  |                                                     |

|  | Incahuasi-Cañaris |
|  |                   |
|  | Cajamarca         |
|  |                   |

|  | Ecuador-Colombia-Loreto (incluye el ingano) |
|  |                                             |
|  | Chachapoyas                                 |
|  |                                             |
|  | Lamas (San Martín)                          |
|  |                                             |
|  | † Quechua costeño                           |
|  |                                             |

|              | Santiago del Estero                                                                                               |
|              | |
|              | Ayacucho |
|              | |
| Cuzco-Collao | \| \| Cuzco \| \| \| \| \| \| Puno \| \| \| \| \| \| Norte de La Paz \| \| \| \| \| \| Sur de Bolivia \| \| \| \| |
|              | \| \| Cuzco \| \| \| \| \| \| Puno \| \| \| \| \| \| Norte de La Paz \| \| \| \| \| \| Sur de Bolivia \| \| \| \| |
|              | Cuzco |
|              | |
|              | Puno |
|              | |
|              | Norte de La Paz                                                                                                   |
|              | |
|              | Sur de Bolivia |
|              | |

|  | Cuzco           |
|  |                 |
|  | Puno            |
|  |                 |
|  | Norte de La Paz |
|  |                 |
|  | Sur de Bolivia  |
|  |                 |

|  | Ecuador-Colombia-Loreto (incluye el ingano) |
|  |                                             |
|  | Chachapoyas                                 |
|  |                                             |
|  | Lamas (San Martín)                          |
|  |                                             |
|  | † Quechua costeño                           |
|  |                                             |

|              | Santiago del Estero                                                                                               |
|              | |
|              | Ayacucho |
|              | |
| Cuzco-Collao | \| \| Cuzco \| \| \| \| \| \| Puno \| \| \| \| \| \| Norte de La Paz \| \| \| \| \| \| Sur de Bolivia \| \| \| \| |
|              | \| \| Cuzco \| \| \| \| \| \| Puno \| \| \| \| \| \| Norte de La Paz \| \| \| \| \| \| Sur de Bolivia \| \| \| \| |
|              | Cuzco |
|              | |
|              | Puno |
|              | |
|              | Norte de La Paz                                                                                                   |
|              | |
|              | Sur de Bolivia |
|              | |

|  | Cuzco           |
|  |                 |
|  | Puno            |
|  |                 |
|  | Norte de La Paz |
|  |                 |
|  | Sur de Bolivia  |
|  |                 |

|  | Incahuasi-Cañaris |
|  |                   |
|  | Cajamarca         |
|  |                   |

|  | Ecuador-Colombia-Loreto (incluye el ingano) |
|  |                                             |
|  | Chachapoyas                                 |
|  |                                             |
|  | Lamas (San Martín)                          |
|  |                                             |
|  | † Quechua costeño                           |
|  |                                             |

|              | Santiago del Estero                                                                                               |
|              | |
|              | Ayacucho |
|              | |
| Cuzco-Collao | \| \| Cuzco \| \| \| \| \| \| Puno \| \| \| \| \| \| Norte de La Paz \| \| \| \| \| \| Sur de Bolivia \| \| \| \| |
|              | \| \| Cuzco \| \| \| \| \| \| Puno \| \| \| \| \| \| Norte de La Paz \| \| \| \| \| \| Sur de Bolivia \| \| \| \| |
|              | Cuzco |
|              | |
|              | Puno |
|              | |
|              | Norte de La Paz                                                                                                   |
|              | |
|              | Sur de Bolivia |
|              | |

|  | Cuzco           |
|  |                 |
|  | Puno            |
|  |                 |
|  | Norte de La Paz |
|  |                 |
|  | Sur de Bolivia  |
|  |                 |

|  | Ecuador-Colombia-Loreto (incluye el ingano) |
|  |                                             |
|  | Chachapoyas                                 |
|  |                                             |
|  | Lamas (San Martín)                          |
|  |                                             |
|  | † Quechua costeño                           |
|  |                                             |

|              | Santiago del Estero                                                                                               |
|              | |
|              | Ayacucho |
|              | |
| Cuzco-Collao | \| \| Cuzco \| \| \| \| \| \| Puno \| \| \| \| \| \| Norte de La Paz \| \| \| \| \| \| Sur de Bolivia \| \| \| \| |
|              | \| \| Cuzco \| \| \| \| \| \| Puno \| \| \| \| \| \| Norte de La Paz \| \| \| \| \| \| Sur de Bolivia \| \| \| \| |
|              | Cuzco |
|              | |
|              | Puno |
|              | |
|              | Norte de La Paz                                                                                                   |
|              | |
|              | Sur de Bolivia |
|              | |

|  | Cuzco           |
|  |                 |
|  | Puno            |
|  |                 |
|  | Norte de La Paz |
|  |                 |
|  | Sur de Bolivia  |
|  |                 |

|  | Pacaraos                                            |
|  |                                                     |
|  | Centrales (varios: quechua ancashino, huanca, etc.) |
|  |                                                     |

|  | Incahuasi-Cañaris |
|  |                   |
|  | Cajamarca         |
|  |                   |

|  | Ecuador-Colombia-Loreto (incluye el ingano) |
|  |                                             |
|  | Chachapoyas                                 |
|  |                                             |
|  | Lamas (San Martín)                          |
|  |                                             |
|  | † Quechua costeño                           |
|  |                                             |

|              | Santiago del Estero                                                                                               |
|              | |
|              | Ayacucho |
|              | |
| Cuzco-Collao | \| \| Cuzco \| \| \| \| \| \| Puno \| \| \| \| \| \| Norte de La Paz \| \| \| \| \| \| Sur de Bolivia \| \| \| \| |
|              | \| \| Cuzco \| \| \| \| \| \| Puno \| \| \| \| \| \| Norte de La Paz \| \| \| \| \| \| Sur de Bolivia \| \| \| \| |
|              | Cuzco |
|              | |
|              | Puno |
|              | |
|              | Norte de La Paz                                                                                                   |
|              | |
|              | Sur de Bolivia |
|              | |

|  | Cuzco           |
|  |                 |
|  | Puno            |
|  |                 |
|  | Norte de La Paz |
|  |                 |
|  | Sur de Bolivia  |
|  |                 |

|  | Ecuador-Colombia-Loreto (incluye el ingano) |
|  |                                             |
|  | Chachapoyas                                 |
|  |                                             |
|  | Lamas (San Martín)                          |
|  |                                             |
|  | † Quechua costeño                           |
|  |                                             |

|              | Santiago del Estero                                                                                               |
|              | |
|              | Ayacucho |
|              | |
| Cuzco-Collao | \| \| Cuzco \| \| \| \| \| \| Puno \| \| \| \| \| \| Norte de La Paz \| \| \| \| \| \| Sur de Bolivia \| \| \| \| |
|              | \| \| Cuzco \| \| \| \| \| \| Puno \| \| \| \| \| \| Norte de La Paz \| \| \| \| \| \| Sur de Bolivia \| \| \| \| |
|              | Cuzco |
|              | |
|              | Puno |
|              | |
|              | Norte de La Paz                                                                                                   |
|              | |
|              | Sur de Bolivia |
|              | |

|  | Cuzco           |
|  |                 |
|  | Puno            |
|  |                 |
|  | Norte de La Paz |
|  |                 |
|  | Sur de Bolivia  |
|  |                 |

|  | Incahuasi-Cañaris |
|  |                   |
|  | Cajamarca         |
|  |                   |

|  | Ecuador-Colombia-Loreto (incluye el ingano) |
|  |                                             |
|  | Chachapoyas                                 |
|  |                                             |
|  | Lamas (San Martín)                          |
|  |                                             |
|  | † Quechua costeño                           |
|  |                                             |

|              | Santiago del Estero                                                                                               |
|              | |
|              | Ayacucho |
|              | |
| Cuzco-Collao | \| \| Cuzco \| \| \| \| \| \| Puno \| \| \| \| \| \| Norte de La Paz \| \| \| \| \| \| Sur de Bolivia \| \| \| \| |
|              | \| \| Cuzco \| \| \| \| \| \| Puno \| \| \| \| \| \| Norte de La Paz \| \| \| \| \| \| Sur de Bolivia \| \| \| \| |
|              | Cuzco |
|              | |
|              | Puno |
|              | |
|              | Norte de La Paz                                                                                                   |
|              | |
|              | Sur de Bolivia |
|              | |

|  | Cuzco           |
|  |                 |
|  | Puno            |
|  |                 |
|  | Norte de La Paz |
|  |                 |
|  | Sur de Bolivia  |
|  |                 |

|  | Ecuador-Colombia-Loreto (incluye el ingano) |
|  |                                             |
|  | Chachapoyas                                 |
|  |                                             |
|  | Lamas (San Martín)                          |
|  |                                             |
|  | † Quechua costeño                           |
|  |                                             |

|              | Santiago del Estero                                                                                               |
|              | |
|              | Ayacucho |
|              | |
| Cuzco-Collao | \| \| Cuzco \| \| \| \| \| \| Puno \| \| \| \| \| \| Norte de La Paz \| \| \| \| \| \| Sur de Bolivia \| \| \| \| |
|              | \| \| Cuzco \| \| \| \| \| \| Puno \| \| \| \| \| \| Norte de La Paz \| \| \| \| \| \| Sur de Bolivia \| \| \| \| |
|              | Cuzco |
|              | |
|              | Puno |
|              | |
|              | Norte de La Paz                                                                                                   |
|              | |
|              | Sur de Bolivia |
|              | |

|  | Cuzco           |
|  |                 |
|  | Puno            |
|  |                 |
|  | Norte de La Paz |
|  |                 |
|  | Sur de Bolivia  |
|  |                 |

### Conjuntos lectales
En el subgrupo Periférico (II, B, Wampuy), encontramos zonas alta y medianamente definidas de dialectos inteligibles. Caso destacable es la subrama Chinchay austral, donde todas las variantes son inteligibles, caso similar al Chinchay septentrional. Dentro de las Yungay (QIIa), los dialectos de Cañaris y Cajamarca se intercomunican fácilmente; mientras que las otras dos variantes Laraos y Lincha se intercomunican con diferentes variedades de otras ramas, como se verá más adelante.
En la subfamilia Central (I, A, Waywash), el panorama es más complejo: las hablas del sur del departamento de Junín (Jauja y Huanca) son mutuamente inteligibles a pesar de la divergencia, mientras que las hablas al norte de este sector (incluida la de Pacaraos, del QIIa) conforman un enmarañado continuo dialectal, es decir, la intercomprensión de las variantes es relativo a la distancia entre las mismas. Las hablas de las provincias de Yauyos y Chincha (tanto Waywash como Yungay) son inteligibles a pesar de pertenecer a grupos tan distintos.
El lingüista Alfredo Torero, además, propuso una agrupación de las múltiples variedades empleadas en el Perú en siete supralectos o lenguas según su inteligibilidad mutua:
- Áncash-Huánuco (I)
- Yaru-Huánuco (I)
- Jauja-Huanca (I)
- Yauyos (I y IIA)
- Cajamarca-Cañaris (IIA)
- Chachapoyas-Lamas (IIB)
- Ayacucho-Cuzco (IIC)

El quechua yauyino está compuesto por dialectos de ambas ramas del quechua que son mutuamente inteligibles a pesar de sus divergencias.
El Instituto Lingüístico de Verano ha catalogado la familia como macrolengua, categoría creada por esta institución para describir aquellos linajes que por razones políticas o sociales son consideradas como si fueran un solo idioma en contra de la evidencia lingüística. Paralelamente, indexa 42 variantes como idiomas individuales, al margen del grado de inteligibilidad mutua.

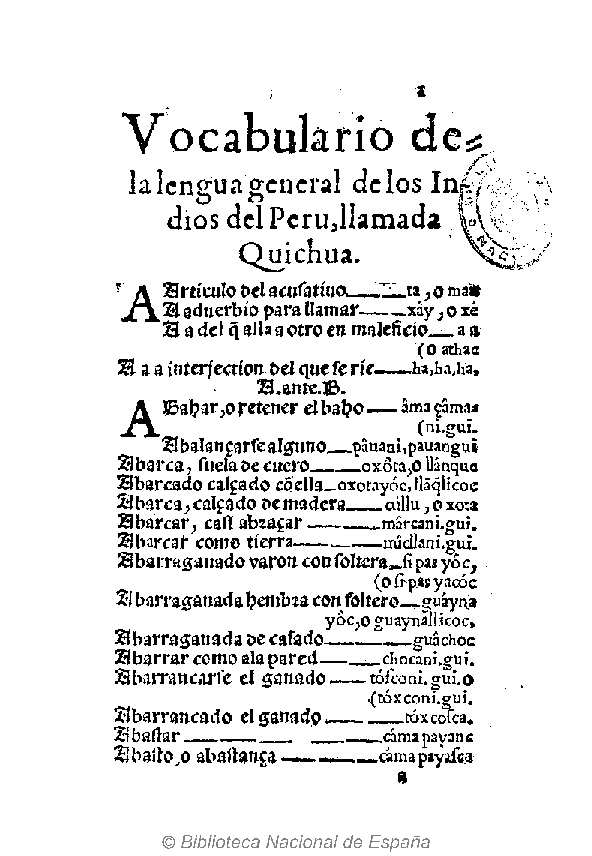
Lexicon o Vocabulario de la lengua general del Perú compuesto por Domingo de S. Tomás, 1560

### Formas estándar y oficiales
No existe actualmente una lengua estándar (caso del árabe) o sistema escrito común (como en el chino) que utilicen los usuarios de lenguas ininteligibles para comunicarse: antes recurren al español, si lo conocen.
A nivel oficial, la constitución política del Perú habla del quechua como de un solo idioma; sin embargo, el Ministerio de Educación emite libros distintos para al menos seis variedades lingüísticas (Áncash, Ayacucho, Cajamarca-Cañaris, Cuzco, Junín, San Martín). En Bolivia se utiliza en la educación y en textos oficiales un solo Quechua Normalizado (sureño) y en Ecuador un Kichwa Unificado. Todas las variedades habladas en estos dos países son mutuamente inteligibles.
Divergiendo del consenso de los especialistas, la llamada Academia Mayor de la Lengua Quechua afirma que el quechua es un solo idioma, con el quechua cuzqueño como dialecto estándar y las demás variantes como deformaciones de aquél.

### Relación con otras lenguas

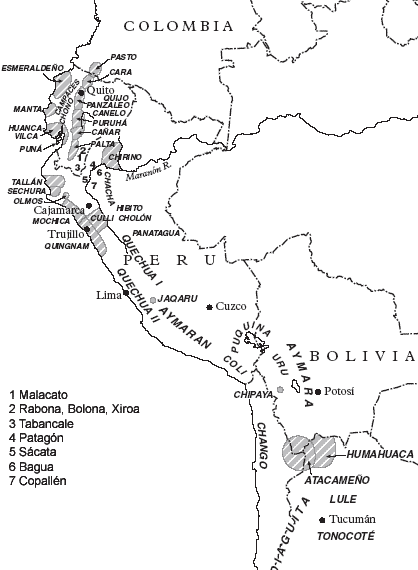
Lenguas del área andina que entraron en contacto con el quechua

Posteriormente a la convergencia formativa de las familias quechua y aimara, el quechua continuó teniendo una intensa relación de contacto lingüístico con la familia lingüística aimara, sobre todo las variedades australes. En muchas regiones el quechua llegó con el tiempo a sustituir al aimara. De hecho, muchas de las características del quechua IIC parecen deberse a que muchas de estas variedades se formaron sobre un substrato aimara.
Además, el quechua ha estado históricamente en contacto con lenguas amazónicas como el asháninka además de otras lenguas de las familias arawak y pano. En la cuenca del Marañón el quechua reemplazó completamente un número importante de lenguas preincaicas. En el sur el imperio incaico se extendió hasta el dominio lingüístico del mapudungun, el cacán y las lenguas huarpes.
El quechua también influenció en el español, aportando muchos quechuismos para describir las nuevas realidades que conocieron los conquistadores. Análogamente, la lengua castellana ha dejado también préstamos en varias lenguas quechua. Posteriormente, el bilingüismo español-quechua en los Andes ha dado lugar a la incorporación de fonemas oclusivos sonoros en el Quechua II, y por otro lado a la formación del español andino.

## Distribución geográfica
Las lenguas quechuas se hablan en un amplio rango geográfico de forma discontinua en la zona occidental de América del Sur, desde el extremo suroeste de Colombia hasta el Noroeste argentino.

### Colombia, Ecuador y Norte del Perú
Entre el extremo suroeste de Colombia, Ecuador y el extremo norte de la Amazonía del Perú, predomina el llamado quichua norteño o ecuatoriano. Este conjunto diverso se extiende desde regiones discretas de los departamentos de Nariño, Putumayo y Cauca (Colombia) hasta las vertientes septentrionales del río Amazonas en el departamento de Loreto (Perú), pasando por gran parte de la Sierra y del Oriente ecuatorianos.

### Noroeste del Perú

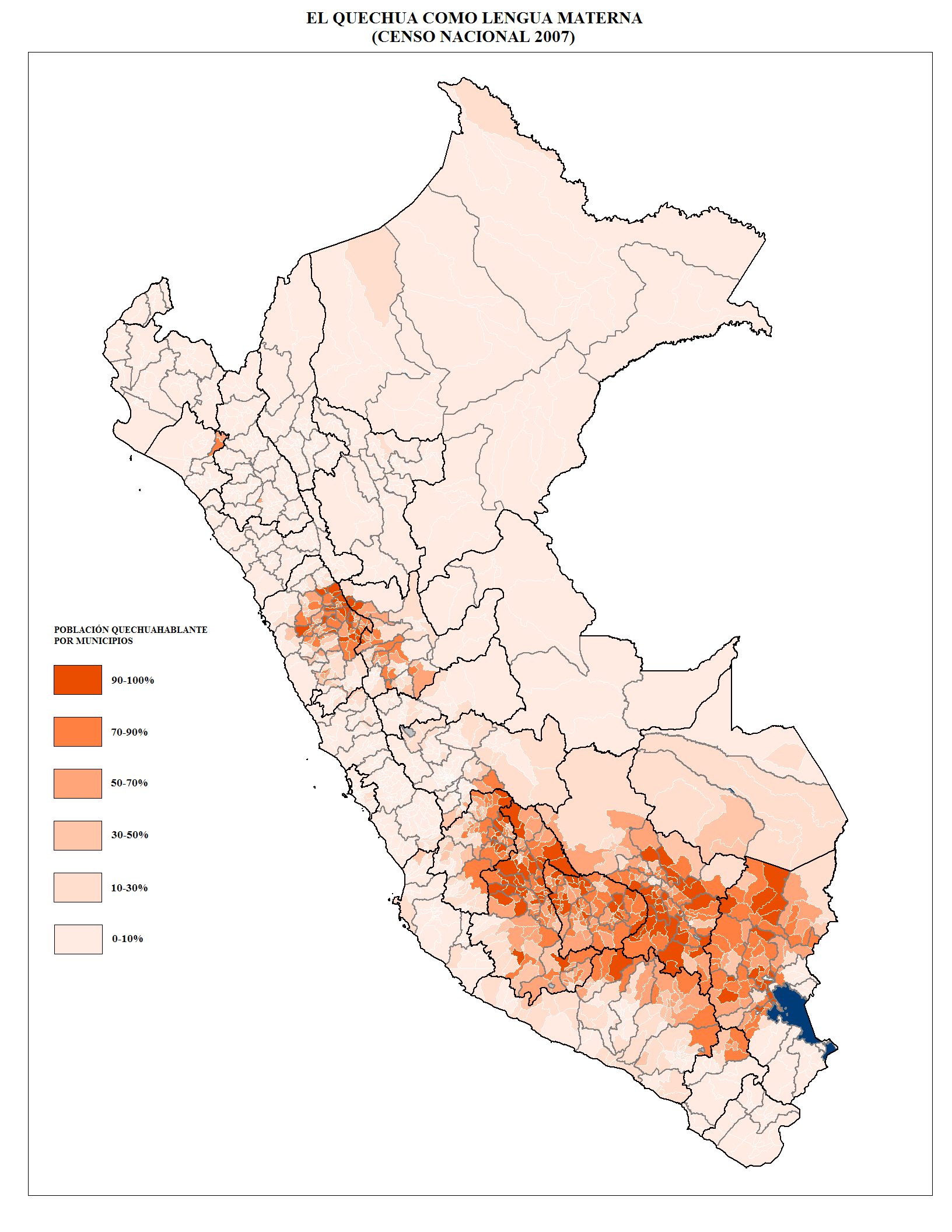
Distribución geográfica de las personas cuya lengua materna es el quechua por distritos

Dos variedades relacionadas con el quichua norteño se hablan en los departamentos peruanos de Amazonas y San Martín. El quechua chachapoyano se emplea en la montaña amazonense mientras que el quechua lamista se emplea en las vertientes de los ríos Mayo y Sisa. Al oeste, el quechua cajamarquino se extiende por los alrededores de la ciudad de Cajamarca, en localidades como Chetilla y Porcón. La variedad de Incahuasi-Cañaris, inteligible con la variedad cajamarquina, se extiende el noreste por los distritos andinos de Incahuasi y Cañaris (Lambayeque) y cercanías en las provincias de Cutervo y Jaén (Cajamarca), además de un pueblo alejado en la vecina provincia de Huancabamba (Piura)

### Centro del Perú
En la Sierra central del Perú se ubican principalmente lenguas de la rama Quechua I. Estas conforman un continuo dialectal esparcido entre los departamentos de Áncash y Huánuco por el norte, y los de Junín, Huancavelica e Ica por el sur, incluyendo los departamentos de Pasco y Lima.
La lengua más ampliamente hablada de estas regiones es el quechua ancashino, hablado en el extremo norte (Áncash y noroeste de Huánuco). El llamado quechua huanca o simplemente huanca se habla en las provincias de Jauja, Huancayo, Chupaca y Concepción en el departamento de Junín. Al sur, en el departamento de Lima, dos dialectos Quechua II comparten su ámbito con las variedades de Quechua I de la provincia de Yauyos; una se ubica en el distrito de Laraos y el segundo se halla al sur de la provincia.

### Sur del Perú, Bolivia, Chile y Argentina
El macrolecto más extendido de la familia quechua, el quechua sureño, se habla entre el sur del Perú y el norte de Argentina formando tres regiones separadas. La primera incluye la Sierra sur del Perú entre el departamento de Huancavelica y los de Puno y Moquegua, proyectándose en una pequeña región al norte central del departamento de La Paz. Esta región está separada de otra más al sur por el dominio lingüístico del aimara, esta segunda región, se extiende entre el centro y el suroeste de Bolivia por los departamentos de Cochabamba, Potosí y el noreste de Chuquisaca y el este de Oruro hasta el este de la Región de Antofagasta (Provincia de El Loa), en Chile, próxima a la frontera con Bolivia. Hacia el sur ,  llega hasta el norte argentino a las provincias argentinas, de Jujuy y de Salta. Por último, el quichua tiene una distribución "semi-aislada" en la región de la provincia de Santiago del Estero, que es el llamado "quichua santiagueño".

## Fonología
Las sílabas de las lenguas quechuas se componen como mínimo de una vocal como núcleo. Por regla general, aceptan una consonante en posición de ataque y coda (principio y fin de sílaba, respectivamente); no obstante, los préstamos más recientes pueden aceptar hasta dos consonantes en ataque, especialmente con consonantes líquidas. La entonación y la acentuación tienen roles menores.
Se distinguen tres fonemas vocálicos: una vocal abierta /a/ y las cerradas redondeada /u/ y no redondeada /i/. Además, los quechuas centrales distinguen dos cantidades vocálicas: vocales cortas y largas /a:/, /i:/, /u:/. La pronunciación precisa de estos fonemas vocálicos varía con su entorno fonético. La vecindad de una consonante uvular produce alófonos más centralizados como [ɑ], [e], [ɛ], [o], [ɔ] y la de la semiconsonante palatal /j/ también provoca un adelantamiento de /a/ a [æ]. Se produce la monoptongación de grupos como /aj/ y /aw/ en el quechua de Chachapoyas, así también en algunas variantes del quechua ancashino, donde también se afecta el grupo /uj/.
En cuanto a las consonantes, se presenta una alta diversificación producto de diversos cambios diacrónicos que han afectado este inventario original. El protoquechua habría contado con tres nasales /m, n, ɲ/, cuatro oclusivas /p, t, k, q/, dos africadas /t͡ʃ, ʈ͡ʂ/, tres fricativas /s, ʂ, h/, dos aproximantes /j, w/ y dos o tres líquidas /ʎ, ɾ, (l)/. La fricativa retrofleja /*ʂ/ se hizo fricativa postalveolar sorda /ʃ/ desde muy antiguo, conservándose solo en el huanca.
|             | Bilabial | Bilabial | Alveolar  | Alveolar | Postalveolar | Postalveolar | Retrofleja | Retrofleja | Palatal | Palatal | Velar    | Velar  | Uvular     | Uvular | Glotal | Glotal |
| ----------- | -------- | -------- | --------- | -------- | ------------ | ------------ | ---------- | ---------- | ------- | ------- | -------- | ------ | ---------- | ------ | ------ | ------ |
| Nasal       |          | m        |           | n        |              |              |            |            |         | ɲ (ñ)   |          |        |            |        |        |        |
| Oclusiva    | p        |          | t         |          |              |              |            |            |         |         | k (c/qu) |        | q (cc/cqu) |        |        |        |
| Africada    |          |          |           |          | t͡ʃ (ch)      |              | ʈ͡ʂ (çh)    |            |         |         |          |        |            |        |        |        |
| Fricativa   |          |          | s (z/ç/c) |          |              |              | ʂ (s)      |            |         |         |          |        |            |        | h      |        |
| Aproximante |          |          |           |          |              |              |            |            |         | j (y)   |          | w (hu) |            |        |        |        |
| Lateral     |          |          |           | (l)      |              |              |            |            |         | ʎ (ll)  |          |        |            |        |        |        |
| Vibrante    |          |          |           | ɾ (r)    |              |              |            |            |         |         |          |        |            |        |        |        |

El inventario consonántico del protoquechua pasó por importantes reducciones más de una vez en su proceso de desarrollo. La glotal /*h/ inicial desapareció en el Quechua I y en el quechua de Cajamarca e Incahuasi-Cañaris. Algunos consonantes se fundieron, como la oclusiva uvular /*q/ con la velar /*k/ en el QIIB y las sibilantes en el QIIC; ambos grupos además fundieron las africadas en una sola postalveolar, al igual que el quechua del Huallaga, con excepción del quechua de Chachapoyas y el del Pastaza. En esta última, la africada retrofleja, fue adelantada hasta la posición alveolar /t͡s/.
Por otro lado, se registran al menos dos expansiones o adiciones mayores del conjunto de consonantes. Por el contacto prolongado con el castellano, se han incorporado plosivas sonoras como /b/, /d/ y /g/, allí donde el quechua originalmente distinguía entre sonoras y sordas, además de la fricativa retrofleja [ʐ] entre los principales préstamos, como en bindiy (vender), Diyus (Dios) o karru [kaʐu] (carro). En el quechua sureño, por muy probable influencia del aimara y salvo la variante ayacuchana, se añadieron eyectivas y aspiradas al repertorio fonémico de oclusivas y a la africada.
Un cambio reciente importante en el Quechua I ha afectado la articulación de las africadas. La postalveolar */t͡ʃ/ se adelantó hasta una alveolar /t͡s/ en gran parte del norte y centro de este continuo dialectal. Posteriormente, algunas áreas adelantaron también la retrofleja */ʈ͡ʂ/ a la posición postalveolar dejada por el cambio precedente. Algunas variantes, como el quechua de Cajatambo, pasaron inclusive por una desafricación de la nueva alveolar, coincidiendo con una previa glotalización de la sibilante alveolar */s/.

## Escritura

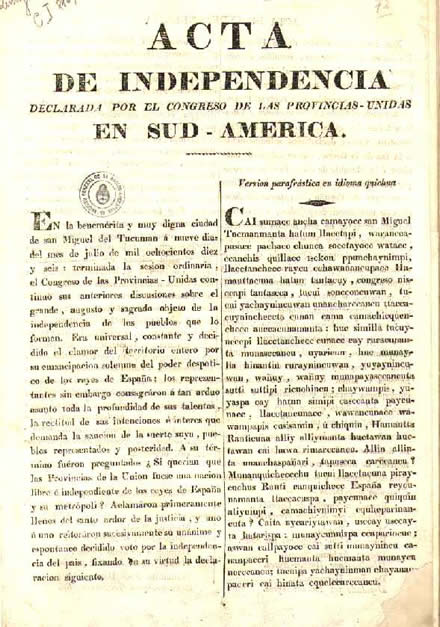
Acta de Independencia argentina, escrita en español y en quechua (1816)

Largamente se viene debatiendo acerca del empleo prehispánico de algún método de escritura andina. Se ha propuesto que los quipus y los tocapus podrían ser un sistema de escritura, pero no existen demostraciones generalmente aceptadas. 
Los primeros españoles (principalmente cronistas y evangelizadores) así como los aborígenes buscaron graficar el(los) quechua(s), principalmente en quechua clásico y en formas tempranas de la variante cuzqueña, empleando el alfabeto latino; esta situación generó múltiples grafías para distintos fonemas y viceversa. Sin embargo, las lenguas quechua permanecieron como esencialmente orales hasta muy entrado el siglo veinte.
El 29 de octubre de 1939, se da uno de los primeros intentos de graficación del quechua aun bajo el paradigma de un solo idioma. En esta ocasión, es aprobado un alfabeto para las lenguas indígenas americanas que consta de 33 signos durante el XXVII Congreso Internacional de Americanistas, en Lima (Perú).
El 29 de octubre de 1946, el Ministerio de Educación del Perú aprueba el Alfabeto de las Lenguas Quechua y Aimara, con 40 signos utilizables en las cartillas de alfabetización rural que proyectaba dicha institución.
En la semana del 2 al 13 de agosto de 1954, durante el III Congreso Indigenista Interamericano, realizado en La Paz, se creó el Alfabeto fonético para las lenguas quechua y aimara, basándose en los acuerdos de los dos congresos anteriores, realizados en Pátzcuaro (1940) y Cuzco (1949).
El 16 de octubre de 1975, a finales del gobierno militar de Juan Velasco Alvarado, el Ministerio de Educación peruano nombra una Comisión de Alto Nivel para implementar la Ley de Oficialización de la Lengua Quechua. Esta informa y recomienda el Alfabeto Básico General del Quechua, aprobado por el ministerio mediante la Resolución Ministerial N.º 4023-75-ED, cuyas letras eran a, aa, ch, e, h, i, ii, k, l, ll, m, n, ñ, o, p, q, r, s, sh, t, tr, ts, u, uu, w, y. Diez años más tarde, mediante Resolución Ministerial N.º 1218-85-ED, el alfabeto oficial suprimió las letras e y o; se usan solo tres vocales, a, i y u, que corresponde a la fonología del quechua. El paso a una ortografía de tres grafías vocálicas se había oficializado en Bolivia un año antes en 1984. Sin embargo, la Academia Mayor de la Lengua Quechua en el Cuzco y algunas otras organizaciones todavía promueven una versión del alfabeto quechua cusqueño con las cinco vocales del español.

## Números dígitos y el diez
Los números dígitos y el diez, no se señala el cero, en diferentes lenguas quechuas son:
| GLOSA | PROTO- QUECHUA | Quechua I   | Quechua I | Quechua I | Quechua I | Quechua II | Quechua II | Quechua II | Quechua II | Quechua II | Quechua II | Quechua II      | Quechua II  |
| GLOSA | PROTO- QUECHUA | Huailas     | Huánuco   | Huanca    | Pacaraos  | Cajamarca  | Imbabura   | Salasaca   | Tena       | Ayacucho   | Cuzco      | Bolivia y Jujuy | Santiagueño |
| ----- | -------------- | ----------- | --------- | --------- | --------- | ---------- | ---------- | ---------- | ---------- | ---------- | ---------- | --------------- | ----------- |
| '1'   | *suk           | huk         | huk       | huk, suk  | huk       | suχ        | ʃux        | ʃuh        | ʃuk        | huk        | hux        | ux              | suk         |
| '2'   | *iʂkaj         | iʃkaj       | iʃkaj     | iʃkaj     | iʃkaj     | iʃkaj      | iʃgaj      | iʃki       | iʃki       | iskaj      | iskaj      | iskaj           | iʃkaj       |
| '3'   | *kimsa         | kima, kimsa | kimsa     | kimsa     | kima      | kimsa      | kinsa      | kinsa      | kinsa      | kimsa      | kinsa      | kinsa           | kimsa       |
| '4'   | *ʈʂusku        | ʧusku       | ʧusku     | ʈʂusku    | ʈʂusku    | ʈʂusku     | ʧusku      | ʧusku      | ʧusku      | tawa       | tawa       | tawa            | taa         |
| '5'   | *piʧqa         | piʦqa       | piʧɢa     | piʧʔa     | pisχa     | piʧqa      | piʧa       | piʧka      | piʧka      | piʧχa      | pʰisqa     | pʰiʃqa          | piʃqa       |
| '6'   | *suqta         | huqta       | suχta     | suʔta     | huχta     | suχta      | sukta      | sukta      | sukta      | suχta      | suqta      | suhta           | suqta       |
| '7'   | *qanʈʂis       | qanʧis      | ɢanʧis    | ʔanʈʂis   | ʁanʈʂis   | qanʈʂis    | kanʧis     | kanʧis     | kanʤis     | χanʧis     | qanʧis     | qanʧis          | qanʧis      |
| '8'   | *pusaq         | puwaq       | pusaχ     | pusaː     | puwaχ     | pusaχ      | pusax      | pusah      | pusak      | pusaχ      | pusaq      | pusah           | pusaq       |
| '9'   | *isqun         | isqun       | isɢun     | isʕun     | isʁun     | isqun      | iskun      | iskun      | iskun      | isχun      | isqun      | hisqʼun         | isqun       |
| '10'  | *ʈʂunka        | ʧuŋka       | ʧuŋka     | ʈʂunka    | ʈʂuŋka    | ʈʂuŋga     | ʧuŋga      | ʧuŋga      | ʧuŋga      | ʧuŋka      | ʧunka      | ʧuŋka           | ʧuŋka       |

En la tabla anterior se han empleado los símbolos del Alfabeto Fonético Internacional.

## Gramática
Las lenguas quechuas son aglutinantes y las reglas para la formación de palabras se conservan bastante bien. Los morfemas son altamente regulares, no suelen variar debido al entorno en donde se insertan. Las palabras se componen de tan solo dos tipos de morfemas: raíces y sufijos. Existen raíces independientes, que forman una palabra completa sin ser modificadas, y existen también las dependientes de sufijos para este fin. Los sufijos son de dos tipos: derivativos, que modifican el significado de los lexemas, y flexivos, que determinan los paradigmas de los rasgos gramaticales. Algunos sufijos son enclíticos, los cuales pueden unirse al final de cualquier palabra de la oración. Los sufijos son altamente productivos, pues conforman significados predictibles por el interlocutor.
(quechua sureño)
Pukllachichkarqaykum
| puklla-chi-chka-rqa-yku=m(i)     |
| jugar-CAUS-PROG-PAST-1PL.SBJ=EXP |
'Estuvimos haciéndole jugar'.
Las lenguas quechuas se caracterizan por preferir un orden SOV variable, las palabras que cumplen una función adjetivos y las cláusula relativas anteceden siempre al nombre que modifican (lengua centrípeta). El alineamiento morfosintáctico suele ser de tipo acusativo, marcando el objeto directo con sufijos cognados de *-kta. La frase posesiva completa se conforma anteponiendo el poseedor al poseído y marcando respectivamente con sufijos de caso genitivo y personal relativo.
(q. Huarochirí)
Paypa shutin
| pay-pa | shuti-n      |
| 3-GEN  | nombre-POS.3 |
‘Su nombre’ (de él, ella o eso)

### Rasgos gramaticales
La evidencialidad se conserva como rasgo gramatical en toda la familia. Así, se distingue siempre entre información presencial, reportada, conjeturada e inferida. Esta categoría se expresa en la forma de enclíticos o partículas que pueden ser libremente añadidas a virtualmente cualquier palabra del enunciado.
(Q. Cajamarca)
Qayna chay waka waćharqanmi
'Ayer, esta vaca parió' (el hablante lo ha presenciado)
Awiluyshi wañurqan puñushqanshina.
'Mi abuelo murió mientras dormía' (el hablante lo sabe de oídas)
Yanapanqaćh warmin.
'Lo ayudará su mujer' (presunción del hablante)
Por otro lado, el protoquechua habría contado con cuatro personas gramaticales definidas simultáneamente por la inclusión del hablante y la del oyente. El número no habría estado gramaticalizado inicialmente. Este sistema se mantiene en el quechua de Pacaraos y se trasluce en las demás variantes.
|                       |    | ¿Incluye al interlocutor?   |         |
| Sí                    | No |                             |         |
| ¿Incluye al hablante? | Sí | Cuarta, o primera inclusiva | Primera |
| ¿Incluye al hablante? | No | Segunda                     | Tercera |

Posteriormente, aparecieron diversas marcas gramaticales verbales y nominales para los plurales, superponiéndose al esquema inicial. Con este cambio, el sistema pronominal vira a uno de siete personas: tres personas en singular, dos en primera persona plural (incluyente y omitente) y plurales de segunda y tercera persona. Además, la diferencia entre las dos primeras personas plurales ha desaparecido en el quichua norteño.
El número no parece haber tenido mayor relevancia hasta el advenimiento de la Conquista española. Otros rasgos gramaticales, como el género, no han ingresado a las lenguas quechuas. Solo la definitud se agregó al huanca mediante el sufijo -kaq, derivado del agentivo del verbo ka- (‘haber’).

### Frase verbal
La morfología verbal es riquísima en esta familia. Las lenguas quechuas cuentan con repertorios amplios de sufijos derivativos. Estos se unen directamente a la raíz en cantidades virtualmente ilimitadas, formando nuevos temas. El protoquechua tuvo cuatro sufijos verbales que expresan dirección: -rku- (‘hacia arriba′), -rpu- (‘hacia abajo′), -yku- (‘hacia adentro’) y -rqu- (‘hacia afuera’). Solo en el quechua I y en el caso de los sufijos de dirección vertical se han conservado productivos, mientras que en otras instancias se presentan fosilizados o ausentes.
(quechua ancashino)
Rikaanakuntsik.
rikaa-naku-ntsik
observar-RECP-1SBJ.NFUT
'Nos vemos los unos a los otros'.
(quechua lamista)
Yaykuchin.
Yayku-chi-n
entrar-CAUS-3SBJ
'Le hace entrar'.
Los temas verbales son dependientes de sufijos flexivos de modo y tiempo, los cuales son específicos de la persona gramatical del sujeto de la oración. Los verbos quechuas concuerdan tanto con el sujeto como con el objeto directo cuando son transitivo, habiendo excepciones en el quichua ecuatoriano, región donde se ha perdido la conjugación binominal.
| (Q. Chachapoyas)[36]    |           |
| makawanki               |           |
| maka-wa-nki             |           |
| golpear-1OBJ-2SBJ       |           |
| ‘me golpearás/golpeas’. |           |
| (quichua norteño)[37]   |           |
| Ñukaman                 | mañarka.  |
| ñuka-man                | maña-rka  |
| yo-ACC                  | pedir-PAS |
| 'me pidió'              |           |
En cuanto al modo, se distingue la flexión del imperativo de la del indicativo con conjuntos distintos de sufijos. El quechua distingue típicamente dos tiempos: futuro y no futuro. Un verbo en el modo no futuro se puede especificar para el pasado mediante el sufijo *-rqa. Muchas veces, el aspecto se marca mediante sufijos derivativos.

### Frase nominal
La gran mayoría de raíces nominales son morfológicamente independientes; esto es, no necesitan sufijos para formar una palabra completa. Ejemplos de excepciones son los pronombres relativos como kiki- (‘uno mismo’) o llapa- (‘todos’), que requieren sufijos posesivos para ser completos. Véase la forma ancashina llapantsik (‘todos nosotros’). Los sustantivos y adjetivos formados no presentan diferencias. Un nombre modifica a otro anteponiéndosele directamente. Juntos conforman una frase nominal que tiene su núcleo en la palabra final. Pueden anteponerse modificadores indefinidamente.
La flexión nominal admite sufijos posesivos específicos de cada persona gramatical, seguidos típicamente de un sufijo de plural opcional como -kuna; sin embargo, el orden se invierte en el quichua santiagueño. En tercer lugar van los sufijos de caso. Las frases nominales se flexionan añadiendo los sufijos solamente a su núcleo. Una frase sin sufijo de caso se considera nominativo. Los sufijos de caso acusativo (*-kta), lativo (-man), instrumental (-wan), comitativo (-ntin), genitivo (-pa, salvo -pi en Laraos), benefactivo (-paq) y causativo (-rayku) son conservados en toda la familia quechua. Existen además sufijos de caso en los que se presentan variación, como el locativo (*-ćhaw, -pi, -pa, -man), el ablativo (-piq, -pita, -manta, -paq, -pa), el prolativo (-pa, -nta), el terminativo (*-kama, -yaq) y el comparativo (*-naw, -hina, -yupay).

#### A modo de artículo
- En el quechua Áncash-Huánuco cuando se pregunta allquqa? se puede traducir por: '¿y el perro?'
- Cuando se expresa: ishkanmi chaayaamushqa, hay artículo funcional determinativo; la oración se traduce: 'pues, han llegado los dos'.[39]

## Aspecto legal
Actualmente el quechua es lengua oficial en Bolivia (art. 5 de la constitución de 2009) e "idioma oficial de relación intercultural"  en Ecuador (art. 2 de la constitución de 2008).
Las constituciones de Colombia y Perú estipulan a sus respectivas lenguas indígenas –entre ellas el quechua– son oficiales en los territorios donde predominan.
En Chile y en Argentina, el quechua carece de reconocimiento oficial.

### Durante el virreinato
Durante el gobierno del virrey Francisco de Toledo, en 1579, se ordenó la creación de una "Cátedra de la  Lengua General de los Indios" en la Real y Pontificia Universidad de la Ciudad de los Reyes de Lima, hoy Universidad Nacional Mayor de San Marcos. El primer catedrático de lengua quechua fue el doctor Juan de Balboa. El virrey estableció que los estudiantes no podían obtener la licenciatura ni el bachillerato sin haber estudiado el quechua ya que era importante para la administración y la evangelización. Esta medida se dio tras la instalación de la primera imprenta en el Perú. Para el virrey, "lo único eficaz en esa época para enseñarles la doctrina, era conservar el runa-simi impuesto por los incas, y para atender esa exigencia, pidió al Rey Felipe II la creación de cátedras de quechua en la Universidad de Lima, y la Autorización para imprimir un catecismo en esa lengua". Con posterioridad, los virreyes asignaron de manera obligatoria traductores e intérpretes a cada alto funcionario para que fueran instruidos de manera básica en las lenguas de su respectiva jurisdicción.
El I Concilio de Lima, de 1551, estableció el uso obligatorio de las lenguas vernáculas. Para el II Concilio de Lima, se prohibió el uso de intérpretes para legitimar el uso del quechua como lengua de religión. En el III Concilio de Lima, convocado por el arzobispo Toribio de Mogrovejo, se dispuso la creación de un catecismo para la enseñanza de la fe. El resultado fue la Doctrina cristiana y catecismo para la instrucción de los indios..., un catecismo trilingüe (español, quechua y aimara) que fue publicado por el impresor Antonio Ricardo en 1584 siendo, además, el primer libro impreso en América del Sur.
Sin embargo, para el rey Felipe III las medidas tomadas por su antecesor habían fracasado. A mediados del siglo XVII, las autoridades españolas promovieron una política de hispanización que se aplicó de manera inconsistente. Se interrumpió la impresión de trabajos lingüísticos originales en quechua lo que motivó la reimpresión de obras religiosas del siglo XVI y de principios del siglo XVII mientras había un desinterés general por parte del Estado por la cultura y la historia. Esto llevó a la promoción del quechua por parte de las élites cuzqueñas y el desarrollo de un "renacimiento quechua" en el que destacaría la obra del catedrático Juan de Espinosa Medrano, además del desarrollo de variantes regionales de la lengua. El renacimiento quechua llegaría a su final con la rebelión de Túpac Amaru II en 1780 que conllevó a la prohibición del quechua por parte de las autoridades. 
Tras la invasión napoleónica a España y la posterior guerra de Independencia española, se convocó a las Cortes de Cádiz que aprobaron la Constitución de 1812 donde se cambió las estructuras del Antiguo Régimen. Para el gobierno en Cádiz era importante que los territorios de ultramar apoyasen al gobierno provisional por lo que Pedro Alcántara de Toledo emitió la "Proclama a los habitantes de Ultramar" donde se presentaba las ventajas de la Constitución. La proclama fue traducida en diversos idiomas incluido el quechua. Por su parte, Bernardo O'Higgins imprimió la "Proclama al Pueblo Peruano" en quechua para promover en toda la población del entonces virreinato peruano la idea de independencia.

### Secuencia de disposiciones legales

#### SigloXVI
- 1551
  - El Primer Concilio Limense, presidido por el arzobispo Gerónimo de Loaiza, establece en su Constitución 6.ª: Que a los adultos que han de ser bautizados se les instruya en su propia lengua. Porque a los adultos que se quieren bautizar, es justo entiendan lo que en el baptismo reciben y sepan lo que en el catecismo se les pregunta; Mandamos a los sacerdotes que baptizaren a los tales, que los catecismo y preguntas que se les hicieren sean en su lengua que lo entiendan, y los propios respondan a ello.

- 1575
  - En el Perú, el virrey Francisco de Toledo decreta que para la catequesis de los naturales se utilizara el idioma quechua. En 1583, dos años después de la terminación de su mandato, el Tercer Concilio Limense dispuso la edición del “Catecismo de la Doctrina Cristiana, en quechua y aymara”. Para Toledo,el verdadero latín para enseñar doctrina a estos indios es saberlo hacer en la lengua de ellos..[52]

- 1579
  - Francisco de Toledo  dicta la ordenanza por la que se inaugura la cátedra de quechua en la Universidad Real y Pontificia del Perú: la Universidad de San Marcos, cuyo primer catedrático es Juan de Balboa.

- 1580
  - Felipe II, mediante cédula dada en Badajoz el 23 de septiembre dirigida a los obispos de Lima, Charcas, Cuzco y Quito, dispone: que no ordenen de orden sacerdotal, ni den licencia para ello a ninguna persona que no sepan la lengua general de los dichos indios sin que lleve fe y certificación del catedrático que leyere la dicha cátedra de que ha cursado en lo que se debe enseñar en ella, por lo menos un curso entero; pues para el enseñamiento y doctrina de los dichos indios lo más importante es saber la dicha lengua.

#### SigloXVIII
- 1872 
  - Con las nuevas leyes eurocéntricas de la política lingüística borbónica Carlos III dicta una cédula del 16 de abril para toda la América por la que ordena que se extingan los diferentes idiomas que se usa y solo se hable el castellano. Posteriormente, en 1778, volvió a expedir otra cédula, basada en la de 1770, en la cual se recordaba a los indios la prohibición de usar de su lengua nativa en las escuelas.

#### SigloXIX
- 1872 
  - En el Perú, tras la llegada al poder del presidente Manuel Pardo y Lavalle se inicia un proceso de "civilizar a los indígenas" mediante la construcción de ferrocarriles  y el impulso de una política lingüística de traducciones del quechua al español con el objetivo de mejorar la comunicación.[53]

#### SigloXX
- 1920
  - Perú: mediante la Ley Orgánica de Enseñanza de ese año, promulgada por Augusto B. Leguía, se dispuso la castellanización de las poblaciones indígenas.[54]

- 1972
  - Perú: el presidente Juan Velasco Alvarado decretó una reforma educativa que previó, entre otras cosas, una educación bilingüe para los peruanos, usuarios de lenguas indígenas, que componían casi la mitad de la población.
- 1973
  - Perú: se estipuló el Reglamento de Educación Bilingüe.
- 1975: 
  - Perú: oficialización del quechua mediante el Decreto Ley n.º 21115. Se aprueba el Alfabeto Básico General del Quechua por R.M. N.º 4023-75 ED, el 16 de octubre de 1975.
- 1977
  - Bolivia: el quechua fue declarado por ley como idioma oficial junto al aimara y al español.
- 1980
  - Perú: se da inicio al Programa Experimental de Educación Bilingüe de Puno.
  - Ecuador: se oficializa el Alfabeto Unificado Quichua.[55]
- 1983
  - Bolivia: establecimiento del Servicio Nacional de Alfabetización y Educación Popular (SENALEP).
  - Ecuador: se realiza una reforma constitucional para reconocer al quichua y a las demás lenguas aborígenes como parte de la cultura nacional.[55][56]
- 1984 
  - Bolivia: oficialización del Alfabeto Unificado Quechua-Aimara, en virtud del Decreto Supremo 202227, del 5 de mayo de 1984.[55]
- 1985
  - Perú: reconocimiento oficial del Alfabeto Unificado Quechua, por resolución Ministerial N.º 1218-85 del 18 de noviembre de 1985.[55]
- 1986
  - Ecuador: se inicia el Proyecto de Educación Bilingüe Intercultural; se reconoce oficialmente a la Confederación de Nacionalidades Indígenas del Ecuador (CONAIE).
- 1988
  - Ecuador: se establece la Dirección Nacional de Educación Intercultural Bilingüe.[57]
- 1991
  - Perú: se organiza la Política Nacional de Educación Intercultural Bilingüe.
  - Bolivia: se da inicio al Proyecto de Educación Intercultural Bilingüe en etapa empírica y se suscribe la Convención 169 de la OIT.
- 1993
  - Ecuador: se estructura el Modelo Nacional para Educación Intercultural Bilingüe.
  - Perú: se revalida la Convención 169 de la OIT. Se instituye la Unidad Nacional de Educación Bilingüe Intercultural (UNEBI).
- 1994
  - Bolivia: se decreta la Ley de Reforma Educativa N.º 1565.
- 1995
  - Bolivia: se impulsa la Educación Intercultural Bilingüe en todo el territorio.
- 1998: 
  - Bolivia, Ecuador y Perú firman el Acuerdo de Tabacundo con el propósito de unificar los alfabetos quechuas de Bolivia y Perú, con el quichua ecuatoriano.[55]
  - Ecuador: se ratifica la Convención 169 de la OIT.
- 2000
  - Perú: se crea la Dirección Nacional de Educación Bilingüe Intercultural (DINEBI), que sustituye a la UNEBI.
- 2000
  - Bolivia: mediante decreto supremo N.º 25894 del 11 de septiembre, se confirma su oficialidad junto con la declaración de otras 33 lenguas indígenas.[58]

#### SigloXXI
- 2002: 
  - Se firma la Declaración de Lima, en el marco del V Congreso Latinoamericano de Educación Intercultural Bilingüe.
- 2003: 
  - Perú: el 30 de octubre de 2003, el Congreso aprueba la Ley de Lenguas.[55]
- 2009
  - Bolivia: el quechua es incluido como una lengua oficial en la Constitución Política promulgada el 7 de febrero junto a otras 35 lenguas indígenas.[59]
- 2011
  - Perú: se aprueba la Ley N.º 29735, el 26 de junio de 2011, relativa al uso, preservación, desarrollo y fomento del quechua.
- 2014
  - Perú: la ley universitaria N.° 30220 establece como requisito para obtener la licenciatura dominar una lengua nativa o una extranjera.
- 2015
  - Perú: en el departamento de Ayacucho, la Corte Superior de Justicia crea juzgados interculturales de paz letrados, donde se atiende casos en quechua ayacuchano.[60] También en Perú, el congresista Hugo Carrillo Cavero impulsa una iniciativa para convertir la enseñanza del quechua como parte del currículo obligatorio de las escuelas.[61]
- 2016
  - Perú: en el departamento del Cusco, los centros de salud atienden en quechua.[62]
  - Perú: se ha promulgado una resolución suprema, disponiendo de carácter obligatorio el idioma aborigen respectivo, dentro de la Educación Intercultural Bilingüe.[63]
  - Perú: TV Perú y Radio Nacional del Perú estrenaron informativos en quechua.[64]
- 2018
  - El Congreso Peruano aprueba la enseñanza del quechua en la educación básica tan igual que las lenguas extranjeras: Inglés norteamericano en la mayoría (Colegio Abraham Lincoln, entre otros), francés (Colegio Franco Peruano), hebreo (Colegio León Pinelo), italiano (Colegio Antonio Raimondi), alemán (Colegio Alexander Von Humboldt), el chino y el japonés en sus colegios exclusivos de los descendientes orientales. Todos los colegios mencionados funcionan en Lima.[65][cita requerida]
- 2019
  - Roxana Quispe Collantes se recibe como doctora en la Universidad Nacional Mayor de San Marcos defendiendo una tesis sobre el poeta quechua Andrés Alencastre Gutiérrez (1909-1984). Primera tesis doctoral escrita en el idioma quechua